# Beaver Dragon
Pour les articles homonymes, voir Dragon.
Pas d'image ? Cliquez ici
Beaver Dragon, de son vrai nom Harmon Dragon, était un pilote automobile de stock-car né le 14 février 1941 à Milton, Vermont, aux États-Unis.
Il est le frère de l’ancien pilote Bobby Dragon et le père de Brent Dragon, pilote au sein de la série ACT Tour.

## Carrière
Il a commencé sa carrière de pilote à l’âge de 16 ans en 1957. Figure populaire dans le monde du stock-car dans tout le nord-est du continent nord-américain dans les années 1970 et 1980, il a été sacré champion lors des deux premières saisons de la série NASCAR North en 1979 et 1980. Au total, il a remporté 14 victoires en 187 départs dans cette série entre 1979 et 1985, et cumulé 94 top 5 et 143 top 10. Il a ensuite inscrit huit victoires dans l'ACT Pro Stock Tour, qui a pris le relais de la série NASCAR North à partir de 1986.

### Palmarès
- Trois fois champion de la piste Airborne Park Speedway en 1973, 1975 et 1980.
- Vainqueur de la course Milk Bowl disputée au Catamount Stadium au Vermont en 1978.

### Distinctions
- Récipiendaire du Don McTavish Award[2] en 1979, honneur décerné à un pilote ayant fait preuve d'esprit sportif, de détermination et de dévouement pour son sport.
- Intronisé au New England Auto Racers Hall of Fame en 2004.

Le journaliste William S. Labadouche lui a consacré une biographie en 2010.